# DigiKam
digiKam — безкоштовна програма для роботи з цифровими фотографіями, каталогізатор і редактор. Розповсюджується за ліцензією GNU GPL. Ідеальним середовищем для роботи програми є KDE — digiKam органічно інтегрована в середовище робочого столу KDE. Але застосунок працюватиме і на інших платформах, за умови встановлення потрібних бібліотек.

## Можливості
Основні можливості програми:
- Завантаження фотографій у комп'ютер з цифрових камер, сканерів та переносних накопичувачів — для цього використовується gphoto2.
- Перегляд і редагування фотографій — малюнок відкривається збільшеним в головному вікні (ранні версії digiKam відкривали фотографію в зовнішньому вікні).
- Фотографії сортуються в альбоми, які мають ієрархічну структуру.
- Використання міток (тегів) — можливо зв'язати фотографії, що перебувають у різних альбомах, за допомогою міток. Надалі можлива сортування та перегляд фотографій за мітками.
- Визначення геопозиції на основі мета-даних з фотографій.

digiKam поширюється у вигляді єдиного пакету «digiKam Software Collection», до якого входить не тільки сама програма, а й розроблені в рамках проєкту бібліотеки та плагіни, які раніше поставлялися у вигляді окремого пакета kipi-plugins. Поставка єдиного пакету дозволить розробникам спростити підтримку пакунку і скоротити число зовнішніх залежностей.
За допомогою плагінів альбоми можна експортувати до 23hq, Facebook, Flickr, Gallery2, Google Earth's KML files, Yandex.Fotki, MediaWiki, Rajce, SmugMug, Piwigo, Simpleviewer, випалювати на CD, або створювати вебгалереї.

### Розпізнавання облич
Починаючи з версії 2.0 у digiKam введена функція розпізнавання осіб, що дозволяє автоматично визначати фотографії, на яких присутні певні люди і присвоювати їм відповідні теги. Менеджер фотографій digiKam став першим вільним проєктом, в якому з'явилася подібна функціональність, раніше функції розпізнавання осіб були реалізовані тільки в власницьких продуктах, таких як Google Picasa, Apple iPhoto і Windows Live Photo Gallery.
Функція розпізнавання осіб була реалізована у версії 2.0 через бібліотеку libface, а з версії 3.3 основана на напрацюваннях проєкту OpenTLD.

## Інші операційні системи
- Windows: digiKam є частиною проєкту KDE on Windows. Програма може бути встановлена разом з бібліотекою digiKam-msvc з KDE Installer.
- Існує офіційне портування на Mac OS X, яке можна відкомпілювати з сирців або з використанням MacPorts.
- Більшість Unix-подібних ОС також підтримуються.[2]

## Відзнаки
digiKam нагороджений призом читацьких симпатій журналу TUX за 2005, 2008 та 2010 роки у категорії інструментів управління цифровими фото.

## Виноски
1. ↑  Релиз программы для управления фотографиями digiKam 2.0.0. Архів оригіналу за 4 січня 2012. Процитовано 4 січня 2012.
2. ↑  Архівована копія. Архів оригіналу за 25 березня 2014. Процитовано 18 червня 2019.{{cite web}}:  Обслуговування CS1: Сторінки з текстом «archived copy» як значення параметру title (посилання) [Архівовано 2014-03-25 у Wayback Machine.]
3. ↑  2005 Readers' Choice Award, Favorite Digital Photo Management Tool. Архів оригіналу за 3 грудня 2019. Процитовано 5 травня 2022.
4. ↑  digiKam wins TUX 2008 Readers Choice Award. Архів оригіналу за 4 грудня 2019. Процитовано 5 травня 2022.
5. ↑  2010 Linux Journal Readers Choice Awards. Архів оригіналу за 18 листопада 2011. Процитовано 4 січня 2012.